# 골드마인 (잡지)
골드마인(Goldmine)은 1974년 9월 브라이언 부칸티스가 미시건주 프레이저에서 창간한 미국의 음악 잡지로, 컬렉터를 위한 음반, 테이프, CD 및 음악 관련된 물건들에 집중한다. 각 호마다 뉴스 기사, 인터뷰, 디스코그래피, 역사, 과거와 현재의 음악가에 대한 리뷰가 포함돼 있다. 또한 알려져 있는 모든 발매 작품들을 나열하는 디스코그래피로 많이 알려져 있다. 잡지가 다루는 주요한 장르로는 록, 블루스, 솔, 아메리카나, 포크, 뉴웨이브, 펑크, 헤비메탈 등이 있다. 한때 주요 경쟁자로 1950년대 음악에 조금 더 중점을 둔 디스커버리스(DISCoveries)가 있었는데, 동일한 소유자가 구입했다.
골드마인은 1977년까지 격월로 발행되다 월간지가 됐다. 2022년에는 다시 격월지로 돌아왔다. 본사는 뉴욕에 위치해 있다. 패트릭 프린스, 데이브 톰슨, 하비 큐버닉, 제프 타마킨, 켄 샤프, 존 컬리, 존 M. 보랙, 크리스 M. 주니어, 콜린 에스코트, 질리언 G. 가르, 데이비드 네이선, 스티브 로저, 제이 제이 프렌치, 데비 크루거 등이 잡지에 참여했다.